# Гергард Шмідгубер
Гергард Шмідгубер (нім. Gerhard Schmidhuber; 9 квітня 1894, Дрезден — 11 лютого 1945, Будапешт) — німецький воєначальник, генерал-майор вермахту. Кавалер Лицарського хреста Залізного хреста з дубовим листям.

## Біографія
Учасник Першої світової війни. 21 лютого 1920 року демобілізований. З 1933 року — офіцер ландверу. З 10 листопада 1938 року — командир 2-ї роти 103-го піхотного полку 4-ї піхотної дивізії (з серпня 1940 року — 14-ї танкової). Учасник Балканської кампанії і німецько-радянської війни. З 11 липня 1943 року — командир 304-го моторизованого полку. Відзначився у боях під Орлом і Києвом. В лютому 1944 року направлений на курси командирів дивізії і 2 травня 1944 року призначений командиром 7-ї, з 9 вересня — 13-ї танкової дивізії, яка діяла в Угорщині. Загинув у бою.

## Нагороди
- Залізний хрест
  - 2-го класу (9 травня 1915)
  - 1-го класу (17 грудня 1917)
- Почесний хрест ветерана війни з мечами
- Застібка до Залізного хреста
  - 2-го класу (28 вересня 1939)
  - 1-го класу (24 червня 1940)
- Сертифікат Пошани Головнокомандувача Сухопутних військ Вермахту (10 жовтня 1941)
- Нагрудний знак «За танкову атаку» в бронзі (10 грудня 1941)
- Німецький хрест в золоті (28 лютого 1942)
- Нагрудний знак «За поранення» в сріблі (7 квітня 1942)
- Медаль «За зимову кампанію на Сході 1941/42»
- Лицарський хрест Залізного хреста з дубовим листям
  - лицарський хрест (13 жовтня 1943)
  - дубове листя (№706; 21 січня 1945)
- Нагрудний знак ближнього бою в бронзі (2 листопада 1943)
- Відзначений у Вермахтберіхт (20 грудня 1944)